# Akira Santillan
Akira Santillan (サンティヤン アキラ, Santiyan Akira, nascido em 22 de maio de 1997) é um jogador australiano de tênis profissional de origem japonesa.